# Euphorbia arizonica
Euphorbia arizonica är en törelväxtart som beskrevs av Georg George Engelmann. Euphorbia arizonica ingår i släktet törlar, och familjen törelväxter. Inga underarter finns listade i Catalogue of Life.